# Bressal mac Áedo Róin
Bressal mac Áedo Róin (mort en 750) est un souverain du royaume régional d'Ulaid, issu du Dál Fiatach. Il règne entre  749 et 750. Il est le fils d'Áed Róin (mort en 735), un roi précédent. La base du pouvoir de cette lignée se trouvait dans l'actuel comté de Down, en Irlande du Nord.

## Règne
Son père est tué lors d'un combat en 735 par l'Ard ri Erenn Áed Allán du Cenél nEógain et le royaume d'Ulaid passe à la dynastie rivale du Dál nAraidi originaire du sud du comté d'Antrim actuel. Toutefois, en 749, le roi d'Ulaid du Dál nAraidi Cathussach mac Ailello est tué à  Ráith Beithech (Rathveagh, actuel comté d'Antrim) probablement à l’incitation du  Dál Fiatach et Bressal devient roi. Bressal est lui-même tué dès 750 mais le Dál Fiatach conserve la royauté régionale.
La liste de rois du Livre de Leinster place son règne immédiatement après celui de son père tout en indiquant qu'il règne un an. Cette présentation est suivie par les postérieures et très synthétiques Annales des quatre maîtres qui indiquent qu'il est tué à Dun Celtchair (près de Downpatrick). Francis John Byrne estime qu'il y a sans doute eu un interrègne en Ulaid entre les règnes d'Áed Róin et du frère de Bressal Fiachnae mac Áedo Róin (mort en 789).